# AIK (unihokej)
AIK Innebandy – szwedzki klub unihokejowy będący częścią wielosekcyjnego klubu AIK Solna (szw. Allmänna Idrotts Kluben) z Solnie, sekcja unihokeja została założona w 1996 roku. Dwukrotny mistrz Szwecji w sezonach 2004/05 i 2005/06.

## Sukcesy

### Krajowe
Superliga szwedzka w unihokeju mężczyzn
- 1.miejsce (2 x ): 2004/05, 2005/06
- 2.miejsce (3 x ): 2003/04, 2007/08, 2008/09
- 3.miejsce (3 x ): 2001/02, 2009/10, 2013/14

### Międzynarodowe
Puchar Europy IFF
- 1. miejsce (1 x ): 2006

 Puchar EuroFloorball
- 1. miejsce (2 x ): 2007, 2008

## Drużyna

### Kadra w sezonie 2023/2024
Stan aktualny na dzień 22 lipca 2023
| Bramkarze             |
| 01 Sebastian Svensson |
| 88 Christian Eddeborn |
| 92 Edwin Perry        |
| 98 Jonathan Hjelm     |
| Obrońcy               |
| 04 Jonas Rosén        |
| 14 Kevin Lieback Asp  |
| 18 Daniel Ring        |
| 19 Linus Hellqvist    |
| 22 Jesper Andersson   |
| 23 Wille Jäderlund    |
| 25 Adam Forslöv       |
| 34 Alex Andersson     |
| 50 Rasmus Bolander    |
| 87 Adam Piehl         |
| 91 Liam Perry         |

| Napastnicy                 |
| 07 Oskar Hagberg           |
| 08 Alex Indriana Kjellbris |
| 09 Sam Madani              |
| 11 Carl Andersson          |
| 12 Viktor Lägdén           |
| 17 Emil Mattsson           |
| 21 Lucas Helle             |
| 24 Andreas Stefansson      |
| 27 Liam Åström             |
| 31 imon Jirebeck           |
| 41 Axel Larson             |
| 44 Jakob Jonsson           |
| 47 Filip Wiklund           |
| 71 Helmer Hernegran        |
| 97 Helmer Hernegran        |
| 99 Markus Eriksson         |